# 金融工程学
金融工程学侧重于衍生金融产品的定价和实际运用，它最关心的是如何利用创新金融工具，来更有效地分配和再分配个体所面临的形形色色的经济风险，以优化它们的风险-收益特征。较为具体而言，金融工程是在风险中性的假设条件下，将某种金融证券资产的期望收益率拟合于无风险收益率；从而是趋向于一种风险厌恶型的投资型。